# Worthington (Minnesota)
Worthington è una città degli Stati Uniti d'America, capoluogo della Contea di Nobles, nel sud-est dello Stato del Minnesota. La sua popolazione era di 11.283 abitanti nel 2000, 10.919 nel 2007.
Worthington fu la prima città americana, nel 1947, a gemellarsi con una città tedesca: Crailsheim.
Qui nacque l'attore Carl Stockdale.